# Карачарово
Карача́рово (рос. Карачарово) — присілок у складі Чебулинського округу Кемеровської області, Росія.

## Населення
Населення — 235 осіб (2010; 326 у 2002).
Національний склад (станом на 2002 рік):
- росіяни — 90 %